# Ylvis
Ylvis er en norsk komikerduo bestående af brødrene Bård (født 1982) og Vegard Ylvisåker (født 1979). Brødrene kommer fra Sogn, men voksede op i Bergen og Afrika.
De debuterede professionelt i år 2000 på Ole Bull-teateret i Bergen med forestillingen Ylvis – en kabaret, som de siden drog på turné med. Efter turneen kom forestillingen Ylvis goes philharmonic med Bergen Filharmoniske Orkester.
År 2001 var de et stående indslag i NRK's tv-program Absolutt Norsk og senere i Trond–Viggo Torgersens TVT. De har sidenhen fortsat med både sceneshows og norsk tv.
I efteråret 2011 havde deres eget talkshow I kveld med YLVIS premiere på tv-kanalen TVNorge.
I 2013 blev videoen til deres sang "The Fox" et viralt hit.